# Benvenuti a Hillbrow
(Phaswane Mpe, Benvenuti a Hillbrow, 2001)
Benvenuti a Hillbrow (Welcome to Our Hillbrow) è l'unico romanzo dello scrittore e poeta sudafricano Phaswane Mpe. Pubblicato a Johannesburg nel 2001, l'opera è un viaggio esilarante e sconvolgente con al centro il quartiere multirazziale Hillbrow di Johannesburg, microcosmo di contraddizione, affascinante e doloroso nell'epoca sudafricana del post-apartheid. 
Il libro è stato incluso nella lista dei 1001 libri da leggere prima di morire di Peter Boxall (2008), la rassegna completa dei capolavori della narrativa mondiale.

## Trama
La trama è un intreccio di storie di migranti provenienti dal resto del Sudafrica e da altri stati africani, ambientata nel quartiere di Hillbrow a Johannesburg, teatro di sogni infranti della giovinezza, sessualità, xenofobia, suicidio, violenza e la visione africana della vita che non termina con la morte ma continua a scorrere in un regno ancestrale.
Il libro è anche una profonda riflessione sull'arte narrativa: l'atto di raccontare ha un ruolo fondamentale nel corso di tutta la storia, tra i cui personaggi vi sono romanzieri mancati, studenti di letteratura, e poi donne di villaggio che subiscono gli effetti delle crudeli dicerie delle loro comunità, di partenza e di arrivo.

## Contenuti
Unico romanzo scritto da Phaswane Mpe, Benvenuti a Hillbrow è un viaggio al centro di uno dei quartieri di Johannesburg che più sono cambiati dopo la fine dell'apartheid, Hillbrow appunto, che nel libro funge quasi anche da microcosmo delle tensioni e dei conflitti del paese nel suo complesso. Attraverso la rappresentazione di questo luogo-limite (segnato dal crimine, dalla trasgressione sessuale e dalla diversificazione sociale), l'autore riflette sulla possibilità di costituire una nuova identità sudafricana dopo il crollo delle gerarchie razziali e lo stravolgimento demografico di una città fino a poco prima maniacalmente regolata dal regime bianco. A Hillbrow giungono migranti da tutto il resto dell'Africa, trovandosi a competere con coloro che dall'interno dello stesso Sudafrica sono arrivati nella “città dell'oro” per sfruttare le occasioni offerte dalla transizione alla democrazia; ciò che tuttavia incontrano sono nuove tensioni, crimine, povertà e la piaga dell'AIDS. È questa la realtà urbana che chiede oggi in Sudafrica di essere interpretata, che chiede parole e storie per acquisire un senso. Non è un caso quindi che Benvenuti Hillbrow sia anche una profonda riflessione sull'arte narrativa. L'atto di raccontare è messo in evidenza nel corso di tutta la storia, da una parte attraverso una narrazione in seconda persona che trascina il lettore al cuore del meccanismo fabulatorio, e dall'altra tramite la rappresentazione di tutta una serie di personaggi-narratori: romanzieri mancati, studenti di letteratura, e poi donne di villaggio sono gli autori e le vittime di sempre nuove storie (dicerie, pettegolezzi, e vere e proprie opere letterarie) in continua circolazione tra comunità di partenza e comunità di arrivo. Ciò fa di questo libro anche una metanarrativa, una storia sull'arte di raccontare e sul suo ruolo nella ricostruzione non solo di una comunità alternativa come quella di Hillbrow, ma anche di quella rappresentata dal Sudafrica nel suo insieme.

## Personaggi
Il personaggio principale è Refentše, che passa attraverso molte difficoltà a causa della frenetica società di Johannesburg. Lui è un professore che è innamorato di una donna di nome Lerato. Un giorno torna a casa a trovare il suo migliore amico, Sammy, e trova Lerato copulare con lui. Egli si suicida lanciandosi dal 20º piano del suo palazzo. 
Refilwe, invece, è un ex interesse amoroso di Refentše, che l'ha lasciata perché lei lo tradiva con quattro altri uomini. Non ha mai smesso di amarlo ed è stato devastato dalla sua morte. Decide così di andare a prendere il suo master alla Oxford Brookes University in Inghilterra. Mentre era lì, incontra un uomo nigeriano in un bar, che assomiglia sorprendentemente a Refentše, e si innamora di lui. Insieme scoprono che hanno convissuto con l'AIDS per molti anni prima ancora di essersi incontrati. Refilwe va a casa della sua famiglia nella città di Tiragalong a morire, ma è giudicata e perseguitata per aver contratto l'AIDS.

## Capitoli
- 1. Hillbrow: la mappa
- 2. Note dal Paradiso
- 3. Il viaggio attraverso Alexandra
- 4. Refilwe
- 5. Refilwe che parte
- 6. Il ritorno

## Critica
Questo libro ha ricevuto molte recensioni positive:
- «Phaswane Mpe, il cui incisivo libro di esordio Welcome to Our Hillbrow (2001) racconta la vita che si conduce nel centro di Johannesburg affrontando temi come la xenofobia e l'AIDS, è morto nel 2004 a soli 34 anni.»[4]
- «In Welcome to Our Hillbrow Phaswane Mpe esamina i cambiamenti avvenuti nella vita quotidiana dei sudafricani negli anni successivi alla fine dell'apartheid, ponendo particolare attenzione al tema della xenofobia.».[5]

## Edizioni
- Phaswane Mpe, Welcome To Our Hillbrow, University of KwaZulu-Natal Press, 2001,  pp. 124 pp, ISBN 978-0-86980-995-2.
- Phaswane Mpe, Welcome to Our Hillbrow: A Novel of Postapartheid South Africa, Ohio University Press, 2011,  pp. 150 pp, ISBN 978-0-8214-1962-5.
- Phaswane Mpe, Benvenuti a Hillbrow, traduzione di Enrico Monier, collana Comunità alternative (n. 1), il Sirente, Fagnano Alto, 2011,  pp. 140 pp, ISBN 978-88-87847-30-7.